# El Zahraa
El Zahraa es una granja de caballos sementales egipcia, especializada en la cría del caballo árabe.

## Historia
La ganadería de sementales se creó en 1908, y rápidamente se convirtió en una carencia. El Zahraa sufrió las consecuencias de la Segunda Guerra Mundial, pero luego reanudó su crecimiento, constituyendo (en 2006) la mayor ganadería de caballos árabes del mundo.
Esta bajo la administración de la Organización Agrícola Egipcia (EAO).